# Times Higher Education World University Rankings
Times Higher Education World University Rankings é uma compilação de universidades publicada pela Times Higher Education. Criada originalmente com o nome de Times Higher Education-QS World University Rankings, em 2009 o ranking passou a ter o seu nome atual. O ranking de 2010 será realizado em parceria com a Thomson Reuters, que possui uma maior base de dados e índice de referências. É uma das três classificações internacionais de universidades mais influentes e amplamente observadas, juntamente com o QS World University Rankings e a Classificação Acadêmica das Universidades Mundiais.

## Classificação mundial
| 2013-14 | 2012-13 | 2011-12 | 2010-11 | Instituto                                        | Região         |
| ------- | ------- | ------- | ------- | ------------------------------------------------ | -------------- |
| 1       | 1       | 1       | 2       | Instituto de Tecnologia da Califórnia            | Estados Unidos |
| 2       | 4       | 2       | 1       | Universidade de Harvard                          | Estados Unidos |
| 2       | 2       | 4       | 6       | Universidade de Oxford                           | Reino Unido    |
| 4       | 3       | 2       | 4       | Universidade de Stanford                         | Estados Unidos |
| 5       | 5       | 7       | 3       | Instituto de Tecnologia de Massachusetts         | Estados Unidos |
| 6       | 6       | 5       | 5       | Universidade de Princeton                        | Estados Unidos |
| 7       | 7       | 6       | 6       | Universidade de Cambridge                        | Reino Unido    |
| 8       | 9       | 10      | 8       | Universidade da Califórnia em Berkeley           | Estados Unidos |
| 9       | 10      | 9       | 12      | Universidade de Chicago                          | Estados Unidos |
| 10      | 8       | 8       | 9       | Imperial College London                          | Reino Unido    |
| 11      | 11      | 11      | 10      | Universidade de Yale                             | Estados Unidos |
| 12      | 13      | 13      | 11      | Universidade da Califórnia em Los Angeles        | Estados Unidos |
| 13      | 14      | 12      | 18      | Universidade de Colúmbia                         | Estados Unidos |
| 14      | 12      | 15      | 15      | Escola Politécnica Federal de Zurique            | Suíça          |
| 15      | 16      | 14      | 13      | Universidade Johns Hopkins                       | Estados Unidos |
| 16      | 15      | 16      | 19      | Universidade da Pensilvânia                      | Estados Unidos |
| 17      | 23      | 22      | 24      | Universidade Duke                                | Estados Unidos |
| 18      | 20      | 18      | 15      | Universidade do Michigan                         | Estados Unidos |
| 19      | 18      | 20      | 14      | Universidade Cornell                             | Estados Unidos |
| 20      | 21      | 19      | 17      | Universidade de Toronto                          | Canadá         |
| 21      | 17      | 17      | 22      | University College London                        | Reino Unido    |
| 22      | 19      | 26      | 25      | Universidade Northwestern                        | Estados Unidos |
| 23      | 27      | 30      | 26      | Universidade de Tóquio                           | Japão          |
| 24      | 22      | 21      | 20      | Universidade Carnegie Mellon                     | Estados Unidos |
| 25      | 24      | 25      | 23      | Universidade de Washington                       | Estados Unidos |
| 26      | 29      | 40      | 34      | Universidade Nacional de Singapura               | Singapura      |
| 27      | 25      | 29      | --      | Universidade do Texas em Austin                  | Estados Unidos |
| 28      | 25      | 24      | 27      | Instituto de Tecnologia da Geórgia               | Estados Unidos |
| 29      | 33      | 31      | 33      | Universidade de Illinois em Urbana-Champaign     | Estados Unidos |
| 30      | 31      | 27      | --      | Universidade de Wisconsin-Madison                | Estados Unidos |
| 31      | 30      | 22      | 30      | Universidade da Colúmbia Britânica               | Canadá         |
| 32      | 39      | 47      | 86      | London School of Economics and Political Science | Reino Unido    |
| 33      | 35      | 35      | 29      | Universidade da Califórnia em Santa Bárbara      | Estados Unidos |
| 34      | 28      | 37      | 36      | Universidade de Melbourne                        | Austrália      |
| 35      | 34      | 28      | 35      | Universidade McGill                              | Canadá         |
| 36      | 42      | 32      | 43      | Instituto Karolinska                             | Suécia         |
| 37      | 40      | 46      | 48      | Escola Politécnica Federal de Lausana            | Suíça          |
| 38      | 57      | 56      | 77      | King's College de Londres                        | Reino Unido    |
| 39      | 32      | 36      | 40      | Universidade de Edimburgo                        | Reino Unido    |
| 40      | 41      | 44      | 60      | Universidade de Nova York                        | Estados Unidos |
| 40      | 38      | 33      | 32      | Universidade da Califórnia em San Diego          | Estados Unidos |
| 42      | 44      | 41      | 38      | Universidade Washington em St. Louis             | Estados Unidos |
| 43      | 35      | 34      | 21      | Universidade de Hong Kong                        | Hong Kong      |
| 44      | 59      | 124     | 109     | Universidade Nacional de Seul                    | Coreia do Sul  |
| 45      | 46      | 49      | 37      | Universidade de Pequim                           | China          |
| 46      | 47      | 42      | 52      | Universidade de Minnesota                        | Estados Unidos |
| 47      | 42      | 43      | 30      | Universidade da Carolina do Norte em Chapel Hill | Estados Unidos |
| 48      | 37      | 38      | 43      | Universidade Nacional Australiana                | Austrália      |
| 49      | 61      | 51      | 109     | Universidade Estadual da Pensilvânia             | Estados Unidos |
| 50      | 54      | 54      | 59      | Universidade de Boston                           | Estados Unidos |
| 50      | 52      | 71      | 58      | Universidade Tsinghua                            | China          |